# Back to Black (piosenka)
Back to Black (pol. Powrót do ciemności) – piosenka jazzowo-soulowa stworzona przez Marka Ronsona i Amy Winehouse na drugi studyjny album artystki pt. Back to Black (2007). Utwór został wyprodukowany przez Ronsona i wydany 30 kwietnia 2007 jako trzeci europejski singiel promujący płytę.
Piosenka przed wydaniem jako singiel zadebiutowała na 73. miejscu na oficjalnej brytyjskiej liście przebojów UK Singles Chart i utrzymała się na nim z wyniku sprzedaży cyfrowej. Utwór dotarł do 25. miejsca na brytyjskiej liście, poza tym dotarł do 32. miejsca na liście przebojów w Belgii i 49. miejsca w Irlandii.
Utwór uzyskał pozytywne recenzje od krytyków; Channel 4 w swojej recenzji przyznał singlowi 10 na 10 gwiazdek, a dziennik Manchester Evening News uznał „Back to Black” za „jeden z najlepszych utworów roku”, oceniając piosenkę najwyżej, na pięć gwiazdek.
Podczas gali MTV Europe Music Awards 2007 Winehouse zaprezentowała utwór, śpiewając go na żywo.
Piosenka została wykorzystana w filmie Och, życie (2010).
Teledysk do singla nagrywany był w Abney Park Cemetery w Stoke Newington i miał premierę 24 marca 2007 w brytyjskich stacjach muzycznych.

## Listy utworów i formaty singla
CD-maxi singel
1. „Back to Black”
2. „Valerie”
3. „Hey Little Rich Girl” (cover piosenki zespołu The Specials)
4. „Back to Black” (wideoklip)[6]

7" singel
1. „Back to Black”
2. „Back to Black” (The Rumble Strips Remix)[7]

12" singel
1. „Back to Black” (Steve Mac Vocal)
2. „Back to Black” (Steve Mac Smack Dub)
3. „Back to Black”
4. „Back To Black” (Mushtaq Vocal Remix)[8]

Digital Download
1. „Back To Black” (Original Demo)[9]

## Pozycje na listach
| Lista przebojów (2007) | Najwyższa pozycja |
| ---------------------- | ----------------- |
| UK Singles Chart       | 25                |
| Irlandia Singles Chart | 33                |
| Belgia Singles Chart   | 32                |